# Bruinrugekstertje
Het bruinrugekstertje (Spermestes bicolor nigriceps synoniem: Lonchura nigriceps) is een zangvogel uit de familie van de prachtvinken (Estrildidae). De vogel werd in 1852 als soort beschreven, maar over de soortstatus is geen consensus. De vogel staat sinds 2023 als ondersoort van het glansekstertje op de IOC World Bird List.

## Verspreiding en leefgebied
Deze soort komt voor in zuidelijk Afrika.